# Halowe Mistrzostwa Świata w Lekkoatletyce 2004 – skok o tyczce kobiet
Skok o tyczce kobiet – jedna z konkurencji rozgrywanych podczas halowych mistrzostw świata w lekkoatletyce w 2004. Kwalifikacje odbyły się 5 marca, a finał został rozegrany 6 marca.
Do kwalifikacji zgłoszonych zostało 19 zawodniczek z 14 państw.
Zawody w tej konkurencji wygrała reprezentantka Rosji Jelena Isinbajewa. Drugą pozycję zajęła zawodniczka ze Stanów Zjednoczonych Stacy Dragila, trzecią zaś reprezentująca kraj triumfatorki zmagań Swietłana Fieofanowa.

## Wyniki

### Kwalifikacje
Źródło: 
| Miejsce | Zawodniczka           | Państwo           | Wysokość (m) | Wysokość (m) | Wysokość (m) | Wysokość (m) | Wysokość (m) | Wysokość (m) | Wynik | Uwagi |
| Miejsce | Zawodniczka           | Państwo           | 4,10         | 4,20         | 4,30         | 4,35         | 4,40         | 4,45         | Wynik | Uwagi |
| ------- | --------------------- | ----------------- | ------------ | ------------ | ------------ | ------------ | ------------ | ------------ | ----- | ----- |
| 1.      | Swietłana Fieofanowa  | Rosja             | –            | –            | –            | –            | –            | O            | 4,45  |       |
| 2.      | Anna Rogowska         | Polska            | –            | O            | O            | –            | O            | –            | 4,40  |       |
| 2.      | Jelena Isinbajewa     | Rosja             | –            | –            | –            | –            | O            | –            | 4,40  |       |
| 2.      | Monika Pyrek          | Polska            | –            | –            | O            | –            | O            | –            | 4,40  |       |
| 2.      | Vanessa Boslak        | Francja           | O            | –            | O            | O            | O            | –            | 4,40  |       |
| 6.      | Jillian Schwartz      | Stany Zjednoczone | –            | O            | XXO          | –            | XO           | –            | 4,40  |       |
| 7.      | Stacy Dragila         | Stany Zjednoczone | –            | –            | –            | O            | –            | –            | 4,35  |       |
| 8.      | Nastia Ryshich        | Niemcy            | XO           | –            | O            | –            | XXX          | –            | 4,30  |       |
| 9.      | Carolin Hingst        | Niemcy            | –            | O            | XO           | –            | XXX          | –            | 4,30  | SB    |
| 10.     | Jeorjia Tsilingiri    | Grecja            | XO           | XO           | XO           | XXX          | –            | –            | 4,30  | SB    |
| 11.     | Dana Cervantes        | Hiszpania         | O            | –            | XXO          | –            | XXX          | –            | 4,30  |       |
| 12.     | Hanna-Mia Persson     | Szwecja           | XXO          | O            | XXO          | XX-          | X            | –            | 4,30  |       |
| 13.     | Gao Shuying           | Chiny             | O            | O            | XXX          | –            | –            | –            | 4,20  |       |
| 14.     | Naroa Agirre          | Hiszpania         | XO           | O            | –            | XXX          | –            | –            | 4,20  |       |
| 15.     | Þórey Edda Elísdóttir | Islandia          | –            | XO           | –            | XXX          | –            | –            | 4,20  |       |
| 16.     | Melina Hamilton       | Nowa Zelandia     | XO           | XO           | XXX          | –            | –            | –            | 4,20  | NR    |
| 17.     | Kateřina Baďurová     | Czechy            | O            | XXX          | –            | –            | –            | –            | 4,10  |       |
| –       | Stephanie McCann      | Kanada            | XXX          | –            | –            | –            | –            | –            | NM    |       |
| –       | Tünde Vaszi           | Węgry             | –            | –            | –            | –            | –            | –            | DNS   |       |

### Finał
Źródło: 
| Miejsce | Zawodniczka          | Państwo           | Wysokość (m) | Wysokość (m) | Wysokość (m) | Wysokość (m) | Wysokość (m) | Wysokość (m) | Wysokość (m) | Wysokość (m) | Wysokość (m) | Wysokość (m) | Wysokość (m) | Wynik | Uwagi |
| Miejsce | Zawodniczka          | Państwo           | 4,20         | 4,30         | 4,40         | 4,50         | 4,60         | 4,70         | 4,76         | 4,81         | 4,86         | 4,91         | 5,00         | Wynik | Uwagi |
| ------- | -------------------- | ----------------- | ------------ | ------------ | ------------ | ------------ | ------------ | ------------ | ------------ | ------------ | ------------ | ------------ | ------------ | ----- | ----- |
| 01 !    | Jelena Isinbajewa    | Rosja             | –            | –            | O            | O            | O            | O            | O            | XO           | O            | X-           | X            | 4,86  | WR    |
| 02 !    | Stacy Dragila        | Stany Zjednoczone | –            | –            | XO           | O            | O            | O            | O            | XXO          | X-           | XX           | –            | 4,81  | AR    |
| 03 !    | Swietłana Fieofanowa | Rosja             | –            | –            | O            | O            | O            | O            | X-           | XX           | –            | –            | –            | 4,70  |       |
| 4.      | Jillian Schwartz     | Stany Zjednoczone | XO           | O            | O            | XXO          | XO           | XXX          | –            | –            | –            | –            | –            | 4,60  | PB    |
| 5.      | Monika Pyrek         | Polska            | –            | O            | –            | O            | XXX          | –            | –            | –            | –            | –            | –            | 4,50  |       |
| 5.      | Vanessa Boslak       | Francja           | O            | –            | O            | O            | XXX          | –            | –            | –            | –            | –            | –            | 4,50  | NR    |
| 7.      | Anna Rogowska        | Polska            | O            | O            | XXO          | XXX          | –            | –            | –            | –            | –            | –            | –            | 4,40  |       |
| 8.      | Nastia Ryshich       | Niemcy            | O            | XO           | XXO          | XXX          | –            | –            | –            | –            | –            | –            | –            | 4,40  |       |